# Folkturist
Folkturist var en svensk resebyrå som specialiserade sig på att sälja gruppresor till öststaterna under kalla kriget. Företaget grundades 1961 som aktiebolag av framstående medlemmar av Sveriges kommunistiska parti (från 1967, Vänsterpartiet Kommunisterna). Folkturist ändrade namn och ägarstruktur flera gånger, bland annat år 1973 till Folkturist-Baltor efter en sammanslagning med resebyrån Baltor som var knuten till Förbundet Sverige–DDR. Folkturist hade svårt att generera vinst åt sina ägare och år 1984 beslutade Vänsterpartiet Kommunisterna att upplösa företaget.